# Bataille de Kumanovo
Première guerre balkanique
La bataille de Kumanovo est livrée les 23 et 24 octobre 1912 pendant la première guerre balkanique. Elle oppose à Koumanovo (Macédoine), les armées serbes et ottomanes et se termine par la défaite et la retraite de cette dernière.

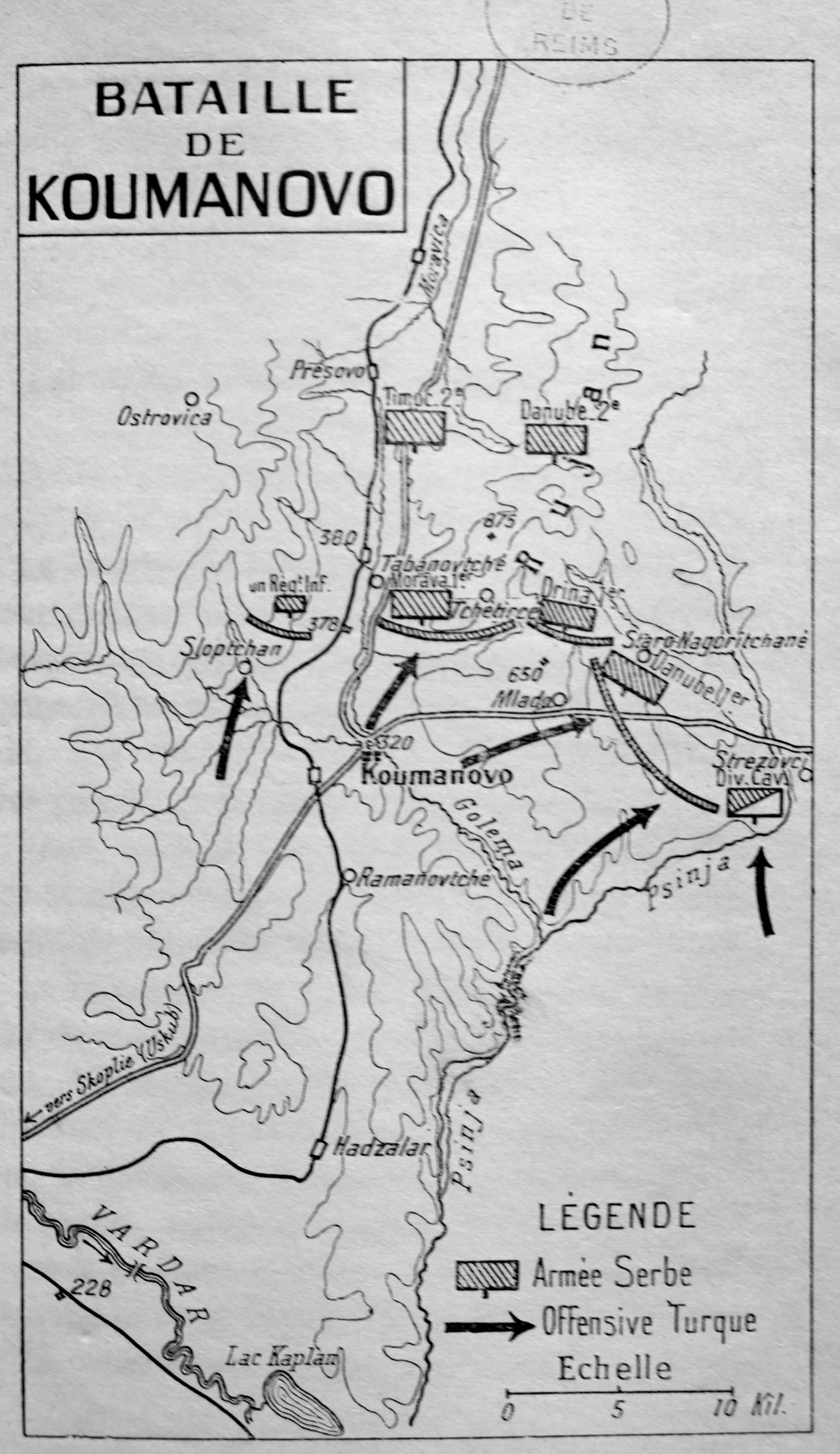
Plan de la bataille par Henry Barby.

Canons turcs capturés après la bataille devant la mosquée de la ville.